# Staffelde
Staffelde (pol. Staw, wcześniej również Stobno) – wieś w Niemczech, w kraju związkowym Brandenburgia, w powiecie Uckermark, urzędzie Gartz (Oder) i gminie Mescherin. Miejscowość leży na zachodnim brzegu Odry Zachodniej, 600 metrów od polskiej wsi Pargowo.

## Historia
Początkowo wieś włączono po II wojnie światowej do Polski, ale w trakcie delimitacji granicy dokonano kilkunastu zmian w jej przebiegu. Wówczas w zamian za włączenie do Polski 76.5 ha ze stacją wodociągów obsługującą Świnoujście, odstąpiono władzom NRD teren o podobnej powierzchni z wsią Staffelde.
Po włączeniu Stawu (Staffelde) z powrotem do Niemiec, sąsiednie Pargowo utraciło dostęp (przez Staffelde) do mostu Mescherin–Gryfino (poprzez Odrę Zachodnią, Międzyodrze i Odrę Wschdnią) łączącego je bezpośrednio z powiatem gryfińskim. Pargowo znalazało się w sięgaczu otoczonym od zachodu i południa terytorium NRD a od wschodu deltą Odry bez żadnego mostu w pobliżu na terytorium Polski. Przedostanie się na wschodni brzeg Odry wymagało odtąd pokonania 20-kilometrowego odcinka wąską, niedogodną drogą przez Kamieniec, Moczyły, Kołbaskowo i Waliszewo. Od przerwania ciągu komunikacyjnego  Pargowo–Staffelde odcinek ten nadal nie jest połączony (brakuje około 500 m), choć widoczny jest dawny zarys drogi przez pola).
Po wejściu Polski do Unii Europejskiej ponownie możliwe jest korzystanie z mostu Mescherin–Gryfino jadąc przez terytorium Niemiec (via Kamieniec, przejście graniczne Rosówek-Rosow, Neurochlitz i wreszcie Staffelde), choć skraca to przeprawę przez Odrę tylko minimalnie (około 1 km krócej) z powodu przeciętego odcinka drogowego Pargowo–Staffelde. Otwarcie granicy umożliwiło natomiast lepsze połączenie Pargowa z Gryfinem (7 km krócej) przez uniknięcie okrężnej drogi przez Kołbaskowo, Radziszewo i Nowe Brynki. Na odcinku Pargowo–Staffelde nie ma przejścia granicznego, jednak bliskość tego skrótu granicznego sprawia, że niektórzy pokonują go rowerem.

## Turystyka
Przez wieś przebiega międzynarodowy szlak rowerowy Odra – Nysa. Planowana jest ścieżka pieszo-rowerowa Staffelde – Pargowo, która połączy powyższy niemiecki szlak rowerowy z polskimi szlakami w kierunku Szczecina. W północnej części wsi znajduje się prehistoryczny kurhan.